# نماد جنسیت
نماد جنسیت نمایانگر جنسیت یک جاندار است.

## نمادهای استاندارد جنسیتی
دو نماد جنسی نر ♂ و ماده ♀ از نشانه‌های ستاره‌شناسی گرفته شده‌اند که نمادهایی هستند از سیاره‌های کلاسیک مریخ و ناهید که از زمان رنسانس تاکنون مورد استفاده هستند این دو نماد همچنین به دو عنصر آهن و مس نیز اشاره می‌کنند.
از این نمادها نخست برای نشان دادن جنسیت گیاهان بهره برده می‌شد. (چرا که بیش‌تر گیاهان هرمافرودیت) توسط کارل لینه در ۱۷۵۱ چنین نام‌گذاری شده‌اند. امروزه از این نمادها همچنین در متون علمی برای نشان دادن جنسیت افراد بهره برده می‌شود. در جدول پدیگری مربع علامت مرد و دایره علامت زن است.
| ♂ | نماد مارس (U+2642 ♂). نماد جاندار نر یا مرد.  |
| ♀ | نماد ونوس (U+2640 ♀). نماد جاندار ماده یا زن. |

| □       | مربع (U+25A1 □). نماد مرد در خانواده در جدول پدیگری. |
| &#x25CB | دایره (U+25CB ○). نماد زن در خانواده در جدول پدیگری. |

### نمادهای دگرباشان
دگرباشی جنسی نمادهای جنسیتی گوناگونی دارند. (زنان هم‌جنس‌گرا، مردان هم‌جنس‌گرا، دوجنس‌گرایان و بیناجنس‌ها) آغاز به‌کارگیری این نمادها از سال ۱۹۷۰ است. برخی از این نمادها به جدول یونی‌کد نسخه ۴٫۱ به بعد راه یافته‌اند.
| ☿ | برگرفته از نماد سیاره تیر (U+263F ☿). این نماد دختران باکره است. همچنین نماد گل‌هایی است که هم نرینگی دارند و هم مادینگی. همچنین این نماد بیناجنس‌ها نیز هست که از هرمافرودیته یونان کهن گرفته شده‌است. |
| ⚥ | از نمادهای هم زنان و هم مردان است. (U+26A5 ⚥). بیناجنس یا تراجنسیتی. |
| ⚧ | یکی دیگر از نمادهای تراجنسیتی. ترکیبی از نماد زن، مرد و نمادی دیگر که نشانگر جنسیت نان‌باینری است. (یونی‌کد: U+26A7 ⚧).                                                                                |

دیگر نمادهای یونی‌کد نسخه ۴٫۱:
|  | ⚢ (U+26A2): نماد دوتایی زن که اغلب نشانگر هم‌جنس‌خواهان زن است.                                                              |
|  | ⚣ (U+26A3): نماد دوتایی مرد که از ۱۹۷۰ برای نمایش هم‌جنس‌خواهان مرد مورد استفاده قرار می‌گیرد.                                |
|  | ⚤ (U+26A4): نماد مرد و زن درهم که نمادی است از هم‌جنس‌خواهی. امروزه این نماد توسط دگرجنس‌خواهان نیز مورد استفاده قرار می‌گیرد. |
|  | ⚦ (U+26A6): نماد تراجنسی‌ها.                                                                                                |
|  | ⚨ (U+26A8): نماد جنس دیگر .                                                                                                |
|  | ⚪︎ (U+26AA): نماد بی‌جنس‌گراها یا جنسیت کوییر و بنابراین اصطلاحاً خنثی .                                                      |
|  | ⚲ (U+26B2): نماد خنثی. |

## نماد برای مکان‌های عمومی

مردانه و زنانه
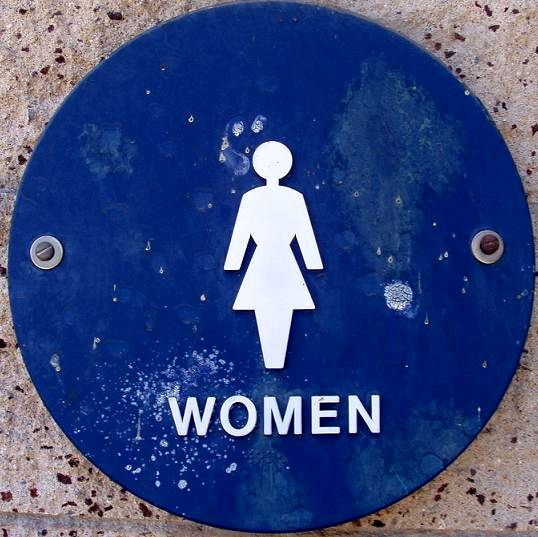
زنانه
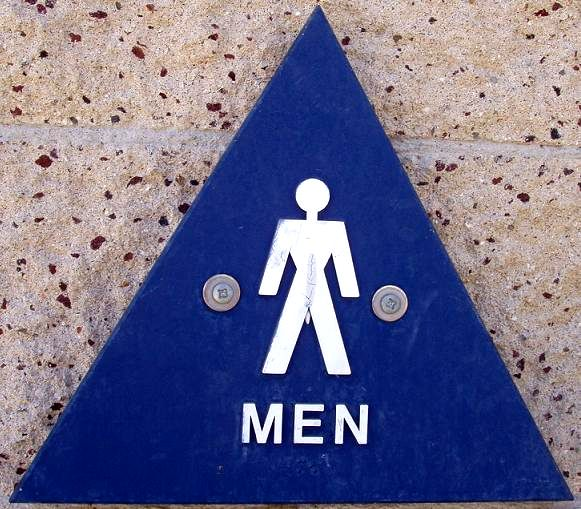
مردانه